# Anat Berko
Anat Berko hebrejsky ענת ברקו (* 1960 Izrael) je izraelská politička; poslankyně Knesetu za stranu Likud.

## Kariéra
Profesí působí jako kriminoložka. Po dvě dekády pracovala s palestinskými vězni, včetně členů okruhu lidí blízkých šéfovi vojenského křídla hnutí Hamás Mohammedu Deifovi. Pracuje ve výzkumném protiteroristickém oddělení na Interdisciplinary Center v Herzliji.
Ve volbách v roce 2015 byla zvolena do Knesetu za stranu Likud.

## Osobní život
Pochází z židovské rodiny iráckého původu. Je vdaná, má tři děti. Její manžel Re'uven Berko je odborníkem na blízkovýchodní otázky a poradcem jeruzalémského policejního ředitelství pro arabské záležitosti.